# Kenneth Grahame
Kenneth Grahame (Edinburgh, 1859. március 8. – Pangbourne, 1932. július 6.) skót író. Leghíresebb alkotása az 1908-ban megjelent Szél lengeti a fűzfákat (The Wind in the Willows) című regénye, a gyermekirodalom klasszikus műve.

## Magyarul
- Szél lengeti a fűzfákat; ford. Szemlér Ferenc; Kriterion, Bukarest, 1974
- Szél lengeti a fűzfákat; ford. Szemlér Ferenc; Móra, Bp., 1988
- Békavári uraság és barátai alandozások szárazon és vízen; ford. Görög Lívia; Falukönyv-Ciceró, Bp., 1995 (Klasszikusok fiataloknak)
- Polgár Anita: Szél lengeti a fűzfákat; Kenneth Grahame nyomán; Gulliver, Bp., 1998
- Vakond és barátai; ford. Csábi Tünde; Arany Forrás, Bp., 2009 (A gyermek- és ifjúsági irodalom gyöngyszemei)